# 上総鶴舞駅
上総鶴舞駅（かずさつるまいえき）は、千葉県市原市池和田にある、小湊鉄道線の駅である。関東の駅百選に選定されており、駅本屋は国の登録有形文化財に登録されている。

## 歴史
1925年（大正14年）、小湊鉄道線が五井駅 - 里見駅間で開業した際に鶴舞町駅として開業。当時の駅所在地の住所は、市原郡鶴舞町池和田であった（旧鶴舞町の中心地区である鶴舞地区とは若干離れている）。昭和初期に茂原駅から庁南町（現在の長南町）を経由する鉄道敷設を企図した南総鉄道は、この鶴舞町駅を終点として計画していた。1954年（昭和29年）、鶴舞町は昭和の大合併により南総町となって消滅。1958年（昭和33年）、鶴舞町駅は上総鶴舞駅に改称した。

### 年表
- 1925年（大正14年）3月7日：五井 - 里見間開業時に鶴舞町駅として開業[4]。
- 1958年（昭和33年）1月1日：上総鶴舞駅に改称[広報 1]。
- 1998年（平成10年）：無人駅となる[5]。
- 1999年（平成11年）7月3日：「関東の駅百選」に認定され、記念碑を設置[6]。
- 2003年（平成15年）11月30日：「市原市都市景観賞」を受賞[7]。
- 2016年（平成28年）11月18日：駅本屋、旧鶴舞発電所、旧貨物上屋について、国の有形文化財（建造物）への登録が答申される[8][9]。
- 2017年（平成29年）5月2日：「小湊鉄道上総鶴舞駅本屋」として国の登録有形文化財に正式登録される。
- 2018年（平成30年）：藤本壮介設計による新しい公衆トイレが駅前に設けられる[広報 1]。

## 駅構造
古くからの木造駅舎とそれに接する単式ホーム1面1線を有する地上駅である。木造駅舎を有する。公衆トイレと公衆電話、飲料の自動販売機が設置されている。現在は無人駅になっているが、有人駅時代に使用していた出札口などが残っている。
線路を挟んだ反対側には、現在は使用されていない島式ホーム1面2線が残っており、構内には側線も敷かれている。当駅裏手には鶴舞発電所の建物が残っており、構内はずれにはそれを記念する碑もある。

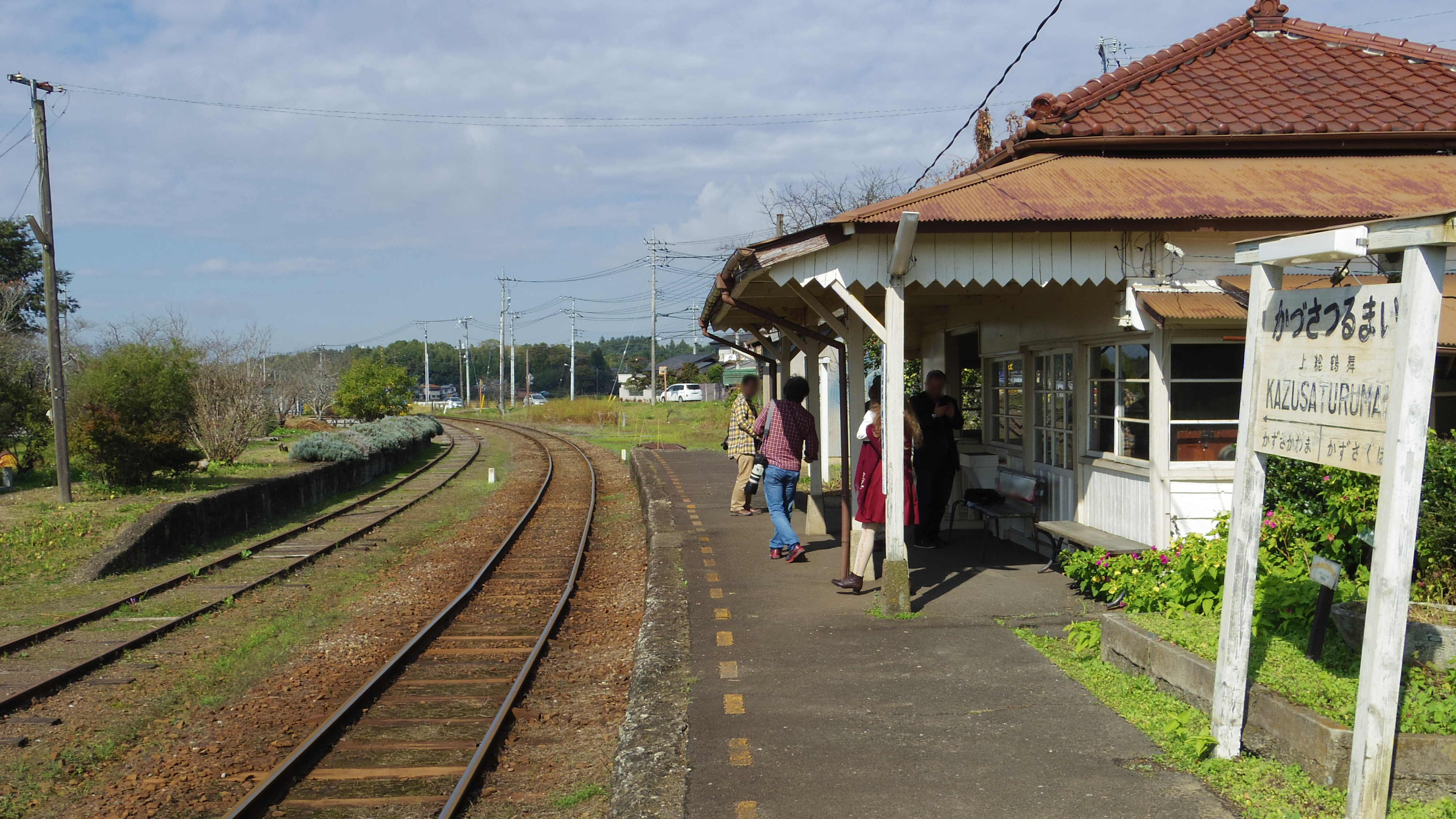
駅ホーム（2015年11月）
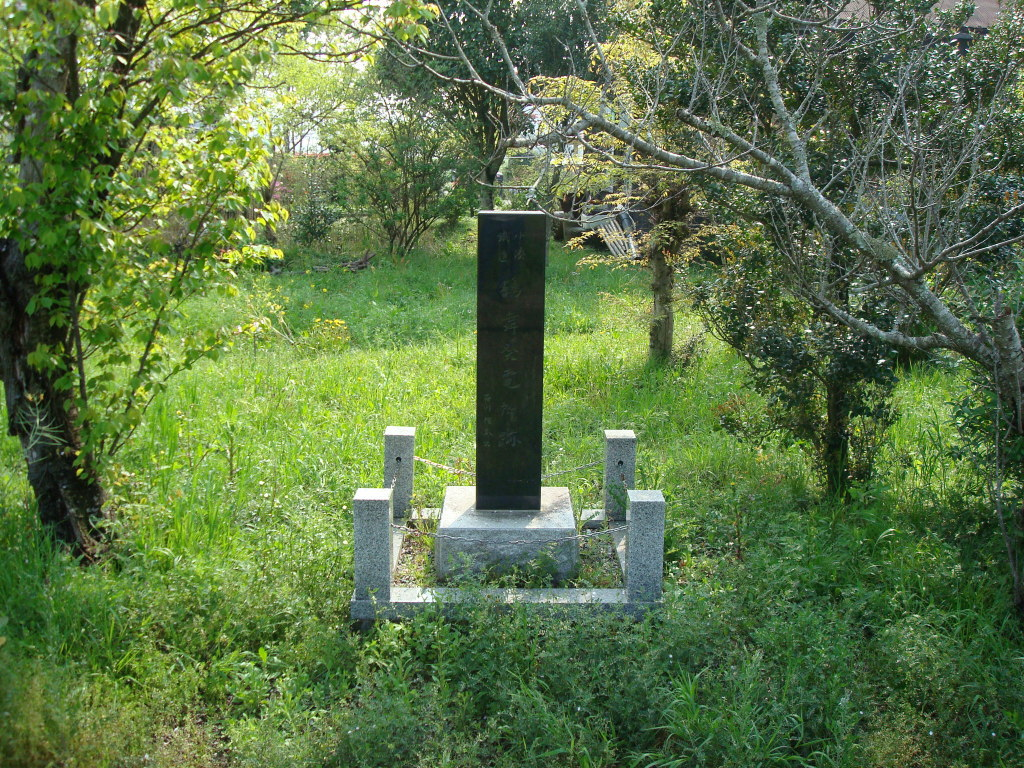
鶴舞発電所記念碑（2008年4月）

## 利用状況
2020年度の1日平均乗車人員は8人である。
近年の一日平均乗車人員推移は下表の通り。
| 乗車人員推移       | 乗車人員推移      | 乗車人員推移 |
| 年度               | 一日平均 乗車人員 | 備考         |
| ------------------ | ----------------- | ------------ |
| 1986年（昭和61年） | 111               | [ * 2 ]      |
| 2007年（平成19年） | 16                | [ * 3 ]      |
| 2008年（平成20年） | 15                | [ * 4 ]      |
| 2009年（平成21年） | 14                | [ * 5 ]      |
| 2010年（平成22年） | 15                | [ * 6 ]      |
| 2011年（平成23年） | 13                | [ * 7 ]      |
| 2012年（平成24年） | 14                | [ * 8 ]      |
| 2013年（平成25年） | 15                | [ * 9 ]      |
| 2014年（平成26年） | 20                | [ * 10 ]     |
| 2015年（平成27年） | 20                | [ * 11 ]     |
| 2016年（平成28年） | 18                | [ * 12 ]     |
| 2017年（平成29年） | 15                | [ * 13 ]     |
| 2018年（平成30年） | 14                | [ * 14 ]     |
| 2019年（令和元年） | 11                | [ * 15 ]     |
| 2020年（令和02年） | 8                 | [ * 1 ]      |

## 駅周辺

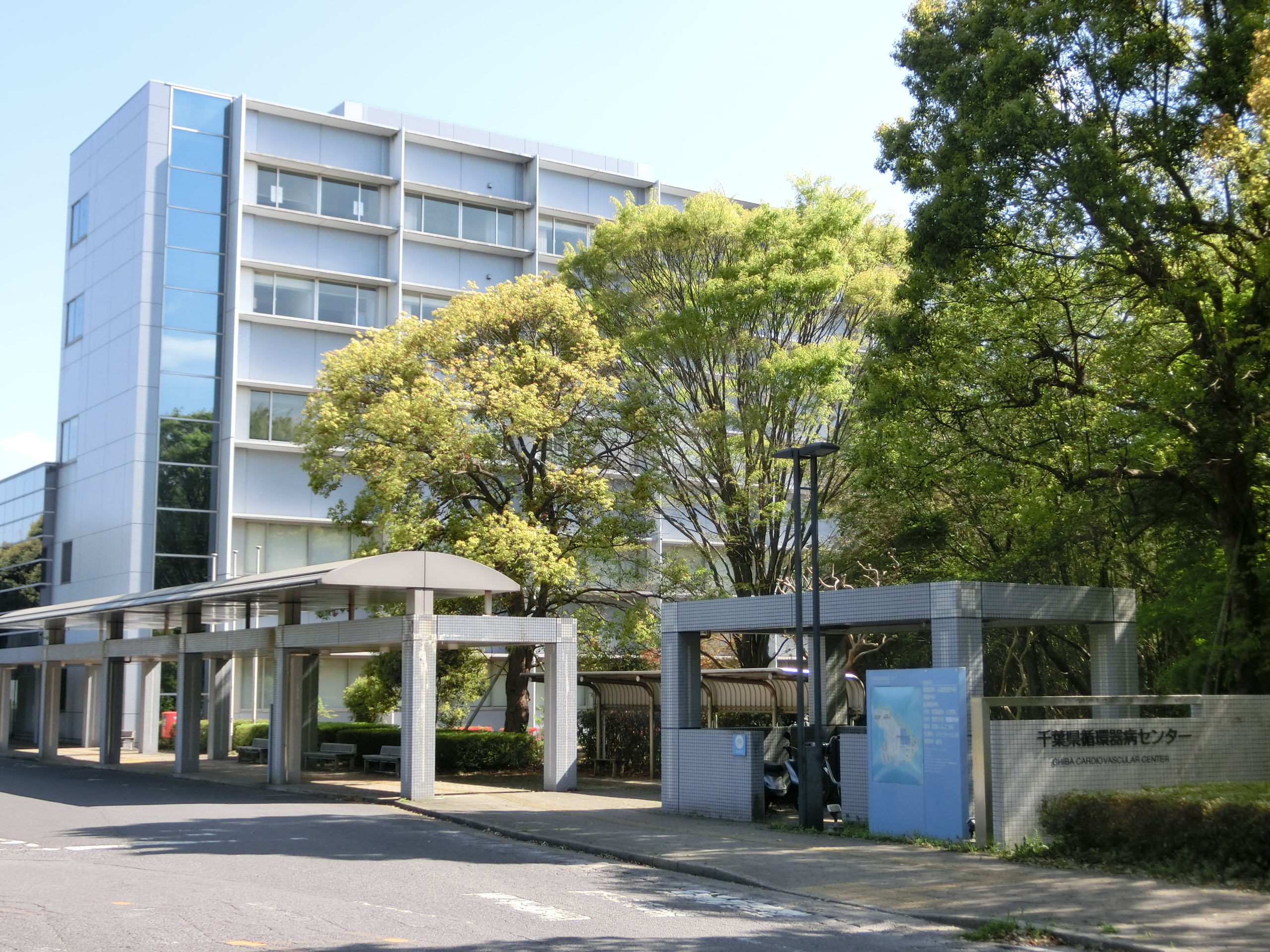
千葉県循環器病センター

- 国道297号
- 千葉県道81号市原天津小湊線
- 千葉県道284号鶴舞牛久線
- 千葉県循環器病センター
- 和光大学鶴舞セミナーハウス
- 鶴舞看護専門学校
- 市原市立鶴舞小学校
- 市原鶴舞郵便局
- 鶴舞大蔵屋団地（石川地区）
- 大宮神社
- 市原鶴舞ゆり園
- 鶴舞公園
- 旧鶴舞発電所
- 克明館跡（鶴舞藩藩校）
- 鶴舞カントリー倶楽部
- ソーラーシェアリング上総鶴舞

## バス路線
最寄停留所は鶴舞駅となり、小湊鉄道が運行する以下の路線が乗り入れている。
| のりば | 系統 | 主要経由地                             | 行先       | 運行会社 | 備考     |
| ------ | ---- | -------------------------------------- | ---------- | -------- | -------- |
| 鶴舞駅 | 茂30 | 循環器病センター・鶴舞局前・長南営業所 | 茂原駅南口 | 小湊鉄道 | 廃止済み |

## その他
1998年10月14日、関東の駅百選の第2回選定駅になっている。選定理由は「大正時代の開設当初の瓦葺屋根の駅舎で田園地帯にマッチした桜の名所にもなっている駅」。

### 撮影利用作品
風情のある木造駅舎が残り、また東京から1時間程度と近いことから、映画やテレビドラマなどのロケ地として多数利用されている。ロケーション撮影での使用例については小湊鉄道ウェブサイト内「小湊鉄道がテレビ（CM・ドラマ）撮影された主な内容」も参照のこと。
- 1994年（平成6年）
  - 映画『KAMIKAZE TAXI』役所広司と高橋和也の逃亡途中のシーン。高橋がコインロッカーに金を入れる。
- 2002年（平成14年）
  - 映画『ＫＴ』ラストシーンに登場。
  - 9月9日 - フジテレビのテレビドラマ 『ランチの女王』 第11話「兄嫁にプロポーズ」で、江口洋介と竹内結子が駅のベンチで会話し寄り添うシーンに登場。
- 2003年（平成15年）3月25日：TBSのテレビドラマ『古谷一行の金田一耕助シリーズ・人面瘡』のエンディングシーンの撮影に当駅が利用された。
- 2005年（平成17年）：杉崎美香フォトエッセイ『君に届きますように』の撮影で使われた（付録のメイキングDVD映像でも確認できる）。
- 3月6日：仮面ライダー響鬼  六之巻 (第6話)　叩く魂　のラストシーンで当駅、及び2両編成の気動車が登場している。
- 2007年（平成19年）：駅名「新黄色ヶ丘」の設定で、清涼飲料C1000（ハウスウェルネスフーズ）のCMロケーション（1000人の応援団編・榮倉奈々主演）が行われている。
- 2008年（平成20年）4月16日：ゆずのアルバムWONDERFUL WORLDの中の「うまくいえない」のPVが当駅で撮影された。
- 2009年（平成21年）
  - 映画『泣きたいときのクスリ』で「なきやくし駅」として撮影される。
  - 11月4日：上地雄輔（「遊助」名義）のシングル「いちょう」のPVも当駅で撮影された。
- 2010年（平成22年）
  - 映画『アンダンテ 〜稲の旋律〜』で「横芝光町駅」として撮影される。
  - 9月15日：寿美菜子の1作目のシングルShiny+のPVの撮影に当駅が利用された。
  - 10月29日：TBSのテレビドラマ『SPEC〜警視庁公安部公安第五課 未詳事件特別対策係事件簿〜』第四話のロケ撮影がこの駅で行われた。
- 2012年（平成24年）：アースノーマットのCMに、実際の駅名を追加掲示され、背景として使用された。
- 2013年（平成25年）：野久保直樹初のフォト&エッセイ『Natural Mind』の撮影に使用された。また、イトーヨーカドーのCM『Dancin good day』の撮影にも使用された。
- 2014年（平成26年）
  - テレビ朝日の特撮テレビドラマ『烈車戦隊トッキュウジャー』第3話のロケ撮影がこの駅で行われた。駅名は「平和谷駅」、シャドーラインに乗っ取られている時は「死の谷駅」になっていた。
  - 3月12日：テレビ朝日の刑事ドラマ『相棒12』第18話「待ちぼうけ」にて大黒鉄道「白鳥駅」との駅名で撮影された。
  - 7月：「サイクルベースあさひ」TVCM（出演 堀北真希）のロケ撮影が行われた[広報 2]。駅名は「多賀塚駅」、ホームには赤谷[注釈 4]・名古屋・京都方面との表示あり。
- 2015年（平成27年）
  - 5月13日：嵐の46作目シングル「青空の下、キミのとなり」のミュージックビデオおよび初回限定盤CDジャケットの撮影が行われた。
  - 12月9日：AKB48の42作目シングル「唇にBe My Baby」のミュージックビデオの撮影が行われた（高橋みなみ、木﨑ゆりあ、加藤玲奈、入山杏奈）。
- 2017年（平成29年）4月15日：「ボク、運命の人です。」第1話のロケ撮影が行われた。
- 2018年（平成30年）8月5日：ももいろクローバーZの8月から5ヶ月連続新曲発表の1作目「Re:Story」のミュージックビデオ（8月10日公開）の撮影が行われた。
- 2022年（令和4年）3月2日：テレビ朝日の刑事ドラマ『相棒20』第17話「米沢守再びの事件」にて星川鐵道「千羽駅」との駅名で撮影された。

## 隣の駅
小湊鉄道
■小湊鉄道線
上総川間駅 - 上総鶴舞駅 - 上総久保駅